# Centre béninois de la recherche scientifique et technique
Le Centre béninois de la recherche scientifique et technique (ou CBRST) est un centre de recherche public dont le siège est situé à Cotonou, la capitale économique du Bénin.

## Historique
Fondé en 1986,, le CBRST est chargé de développer, promouvoir, défendre, transférer, et valoriser l'activité de recherche scientifique et technique du Bénin.
Son directeur général est Fidèle Biaou Dimon.

## Organisation
Le CBRST est composé de neuf unités de recherche :
- Centre national de linguistique appliquée (CENALA)
- Comité national océanographique (CNO)
- Comité national du programme hydrologique international (CNPHI)
- Comité national du programme international de corrélation géologique (CNPICG)
- Département des recherches industrielles et en sciences exactes (DRISE)
- Département des recherches en sciences humaines et sociales (DRSHS)
- Département des recherches en sciences de la vie (DRSV)
- Département des recherches en sciences de la terre et de l'environnement (DRSTE)
- Centre national Mab

L'Institut des sciences biomédicales appliquées lui est rattaché.